# Velîka Vilșanîțea, Zolociv
Velîka Vilșanîțea (în ucraineană Велика Вільшаниця) este localitatea de reședință a comunei Velîka Vilșanîțea din raionul Zolociv, regiunea Liov, Ucraina.

## Demografie
Componența lingvistică a localității Velîka Vilșanîțea
     Ucraineană (99,77%)
     Alte limbi (0,11%)
Conform recensământului din 2001, majoritatea populației localității Velîka Vilșanîțea era vorbitoare de ucraineană (99,77%), existând în minoritate și vorbitori de alte limbi.